# Buenavista, Magdalena
Buenavista är en ort i Colombia.   Den ligger i departementet Magdalena, i den norra delen av landet, 500 km norr om huvudstaden Bogotá. Buenavista ligger 24 meter över havet och antalet invånare är 4 339.
Terrängen runt Buenavista är mycket platt. Runt Buenavista är det ganska glesbefolkat, med 47 invånare per kvadratkilometer. Närmaste större samhälle är Mompós, 12,8 km väster om Buenavista. Omgivningarna runt Buenavista är en mosaik av jordbruksmark och naturlig växtlighet.